# کاوکو والستن
کاوکو والستن (انگلیسی: Kauko Wahlsten; ۹ دسامبر ۱۹۲۳ – ۹ مهٔ ۲۰۰۱) قایقران روئینگ اهل فنلاند بود.